# 김유정 (배우)
김유정(金裕貞, 1999년 9월 22일~)은 대한민국의 배우이다.

## 생애
김유정은 2003년 어린이 광고 모델로 연예계에 데뷔해 2004년 영화 《DMZ, 비무장지대》의 단역으로 출연하며 연기자로 입문하였다.
이후 텔레비전 드라마 《일지매》(2008), 《동이》, 《구미호: 여우누이뎐》(2010), 《해를 품은 달》, 《메이퀸》(2012) 등의 역할을 연기하며 명품 사극 아역으로 자리매김했다.
2014년 11월부터 2016년 4월까지 음악 방송 《인기가요》를 진행하였고, 2016년 높은 인기를 끌며 방영된 청춘 사극 드라마 《구르미 그린 달빛》에서 남장 내시 홍라온 역으로 첫 주연, 첫 성인 역에 도전해 애절한 멜로 연기를 보여줘 호평을 받았다.
KBS 연기대상에서 최연소로 우수연기상을 수상했다. 2016년 12월 한국갤럽에서 발표한 '올해의 탤런트' 순위에 10대 배우 최초로 이름을 올렸다.

## 학력
- 서울금호초등학교  : 2006년 3월 (입학) ~ 2008년 7월 (전학)

- 서울대명초등학교  : 2008년 8월 ~ 2010년 7월 (전학)

- 대화초등학교  : 2010년 8월 ~ 2012년 2월 (졸업)

- 대송중학교  : 2012년 3월 (입학) ~ 2015년 2월 (졸업)

- 홍익대학교 사범대학 부속여자고등학교 : 2015년 3월 (입학) ~ 2015년 7월 (전학)

- 고양예술고등학교  : 연기과 10기. 2015년 8월 ~ 2018년 2월 (졸업)

## 성장 과정
김유정은 1999년 9월 22일 서울특별시 성동구 금호동에서 아버지 김상패와 어머니 목선미의 슬하 1남 2녀 중 막내로 태어났다.
형제 자매로는 위로 오빠 김부근(1993년생)과 언니 김연정(1996년생)이 있으며 언니도 2017년 배우로 데뷔하였다.
가족이 경기도 고양시 일산으로 이사하며 대화초등학교로 전학을 했다. 이후 중학교를 졸업하고 2015년 3월, 서울 마포구 소재의 홍익대학교 사범대학 부속여자고등학교에 진학했지만 바쁜 연예 활동으로 인해 같은 해 8월 경기도 고양예술고등학교로 전학을 갔다.
김유정은 바쁜 연예 활동 중에도 틈틈이 학교 생활을 이어갔으며 고양예고 연기과 10기 정기공연으로 아서 밀러의 대표 희곡 《시련》에 출연하며 하며 학교 생활도 충실하게 임하며 2018년 2월 8일 고양예술고등학교를 무사히 졸업했다.
졸업 후 대학에 진학하지 않고 연기에 매진할 계획이라고 알려졌다.

## 연기 생활

### 2004년 ~ 2009년: 데뷔 및 초기
김유정은 2003년 크라운제과의 과자 브랜드 ‘크라운산도’ 광고 모델로 5세 나이에 데뷔하였다.
한 방송에 출연해 “엄마가 인터넷에 우연치 않게 내 돌사진을 올려 CF 섭외가 들어와 데뷔하게 됐다.”고 말했으며 이듬 해인 2004년 영화 《DMZ, 비무장지대》의 단역으로 출연하며 배우로 입문하였다.
《친절한 금자씨》(2005), 《내 생애 가장 아름다운 일주일》(2005), 《각설탕》(2006), 《황진이》(2007) 《추격자》(2008), 《불신지옥》, 《해운대》(2009) 등 다양한 영화에 출연하는 한편 2006년부터 드라마로 영역을 넓혀 《인생이여 고마워요》에서 윤현지 역할로 출연하면서부터 본격 아역 연기자로 발돋움하기 시작한다.
그 후 《바람의 화원》, 《일지매》(2008), 《선덕여왕》(2009), 등의 여러 장르의 작품에 출연하면서 30편 이상 영화, 드라마와 광고를 찍으며 대세 아역배우로서 성장하였다.
2008년, 김유정은 드라마 《일지매》로 SBS연기대상 아역연기상을 수상하였다.
2008년 5월 심 엔터테인먼트 (현재 화이브라더스)와 매니지먼트 전속 계약을 하였다.

### 2010년 ~ 2016년: 대세 아역스타 및 하이틴 스타로서 주목

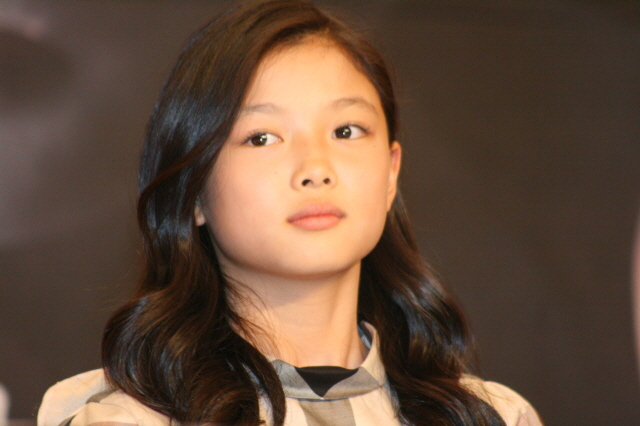
2010년 7월, 김유정.

2010년 김유정은 세 작품으로 주목을 받기 시작했고, 드라마 《동이》와 《욕망의 불꽃》에서의 연기로 MBC 연기대상 아역연기상을 수상하였다. 동년에 출연한 또 다른 작품인 《구미호: 여우누이뎐》에서 김유정은 극중 구미호와 인간 사이에서 태어난 반인반수 연이 역할을 맡아 성인 연기자 못지않은 감정표현과 연기력으로 호평을 받았다. KBS 연기대상 청소년연기상을 수상하였다. 김유정은 2010년 8월 심 엔터테인먼트와 계약이 종료되고, 싸이더스HQ로 이적했다.
김유정은 2011년부터 2012년까지 투니버스 《막이래쇼》과 《막이래쇼 2: 무작정탐정대》의 MC를 맡으며 진행자로도 활약하였다. 2012년 1월부터 방송 된 퓨전 사극 《해를 품은 달》에서 상대역의 여진구와 극중 초반을 이끌며 풋풋하고 설렘 가득한 로맨스를 그려내며 성인 연기자들 못지않은 화제를 낳으며 많은 인기를 누렸다. 특히 이 작품은 방영 당시 40%가 넘는 높은 시청률을 기록하였다. 그녀는 그해 연이어 《메이퀸》에 출연하며 데뷔 처음으로 능청스러운 전라도 사투리 연기를 선보이기도 했다. 김유정은 모델로서 2012 F/W 서울패션위크 서울콜렉션과 2012년 ‘Salon Du Chocolat in Paris’와 2013년 ‘Salon Du Chocolat in Seoul’ 무대에 오르기도 했다.

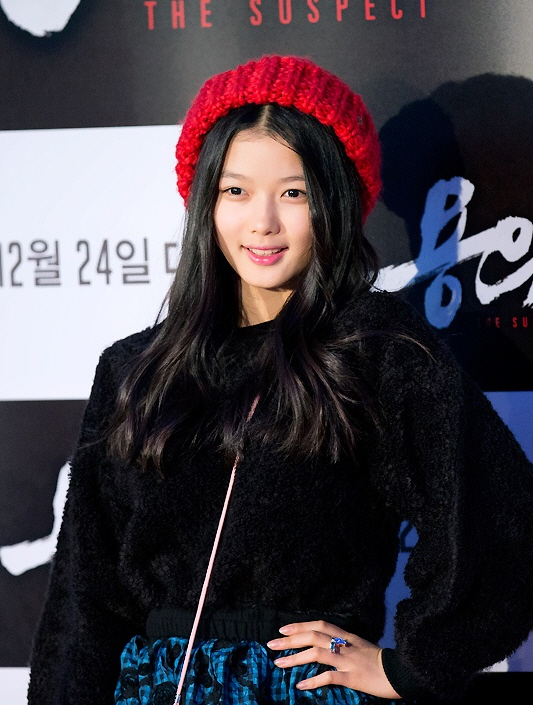
2013년 12월 17일 《용의자》 VIP 시사회에서 참석한 김유정

2013년, 김유정은 영화 《동창생》에서 빅뱅의 T.O.P과 호흡을 맞췄고, 드라마 《황금 무지개》에 출연하였다. 2014년 김유정은 김향기, 고아성, 김희애와 공연한 영화 《우아한 거짓말》아무 말 없이 세상을 떠난 14살 소녀 천지(김향기)의 친구 김화연 역할로 출연하였다. 그녀는 이 영화에서 생애 첫 악역연기를 선보였으며 긍정적인 평가를 받았다. 제35회 청룡영화상과 제51회 대종상 영화제 신인여우상 후보에 올랐다. 동년에 출연한 단막극 《KBS 드라마 스페셜 - 곡비》에서는 상갓집에서 양반을 대신해 곡을 하는 계집종 곡비 역할을 맡아, '역시 사극 퀸'이라는 호평을 받았다. 이어 할리우드 제작진이 참여한 미국 호러 미스터리 단편 영화 《룸 731》에서 일본군 강제 수용소에 갇힌 10대 소녀 웨이 역할로 출연하였다. 같은 해, 그녀는 《비밀의 문: 의궤 살인 사건》에 뛰어난 두뇌와 천재적인 능력을 지닌 추리소설 작가 서지담 역할로 출연하였다. 김유정은 이 드라마에서 여주인공을 맡아 열연을 펼쳤지만 성인 역할을 연기하기에는 중학생의 너무 어린 나이와 남자 주인공 이제훈과 많은 나이 차이로 인해 몰입하기 힘들다는 평가를 받으며 14회부터 성인 서지담 역할에 윤소희와 교체되며 하차했다.

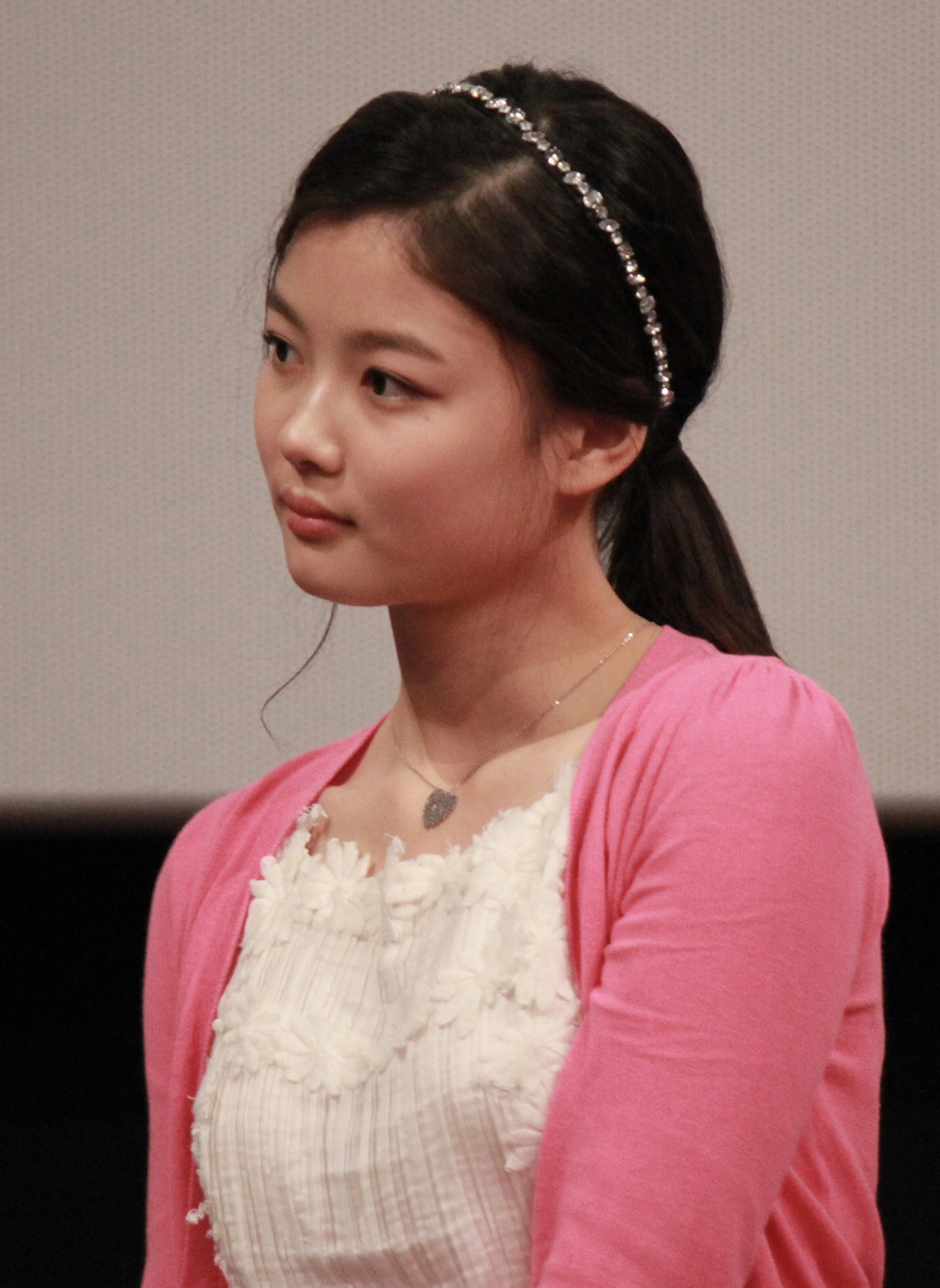
2014년 3월, 영화 우아한 거짓말 부산 무대인사에서 김유정.

김유정은 또한 2014년 11월 16일부터 음악 방송 《인기가요》의 MC로 발탁되어 2016년 4월 3일까지 진행하였다.
김유정은 2015년 3월 첫 방영된 드라마 《앵그리맘》에 출연하였다. 이 작품은 한때 날라리였던 엄마가 딸의 학교 문제에 정면으로 맞서 고등학생으로 돌아가는 이야기로 극중 조강자(김희선)의 딸이자 영리하고 시크한 성격의 고등학생 오아란 역할을 맡아 극 초반 학교 폭력과 따돌림의 후유증으로 자신의 머리카락을 자르는 자해와 실어증 증상을 실감나는 연기로 호평을 받았다. 동년에 출연한 다음 작품으로 동명의 웹툰을 원작으로 한 웹드라마 《연애세포》에 2014년 시즌 1에 이어 시즌 2에 출연하였다. 영화《비밀》에서는 살인자의 딸 이정현을 맡았다. 영화는 평단의 혹평을 받았다.

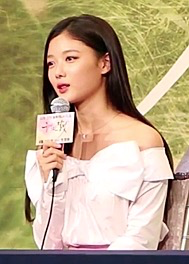
2016년 8월, 구르미 그린 달빛 제작발표회에서 김유정.

2016년, 김유정은 서울 동대문디자인플라자(DDP)에서 열린 스타일 아이콘 아시아 2016에서 어썸 틴 상을 수상하였다. 그녀는 2016년 8월 22일부터 방송 된 청춘 사극 드라마 《구르미 그린 달빛》에서 박보검과 공연하며 생애 첫 여주인공이자 성인 연기를 선보였으며, 드라마는 방영 내내 동시간대 1위를 꿰차며 최고 시청률 23.3%를 기록하며 큰 인기를 얻었다. 그녀는 어린 나이에도 남장 여자 홍라온(홍삼놈) 역할을 완벽하게 소화해내며 첫 성인연기를 성공적으로 마무리 하였다. 김유정은 KBS 연기대상 여자 우수연기상, 베스트커플상을 수상하였다.

### 2017년 ~ 현재

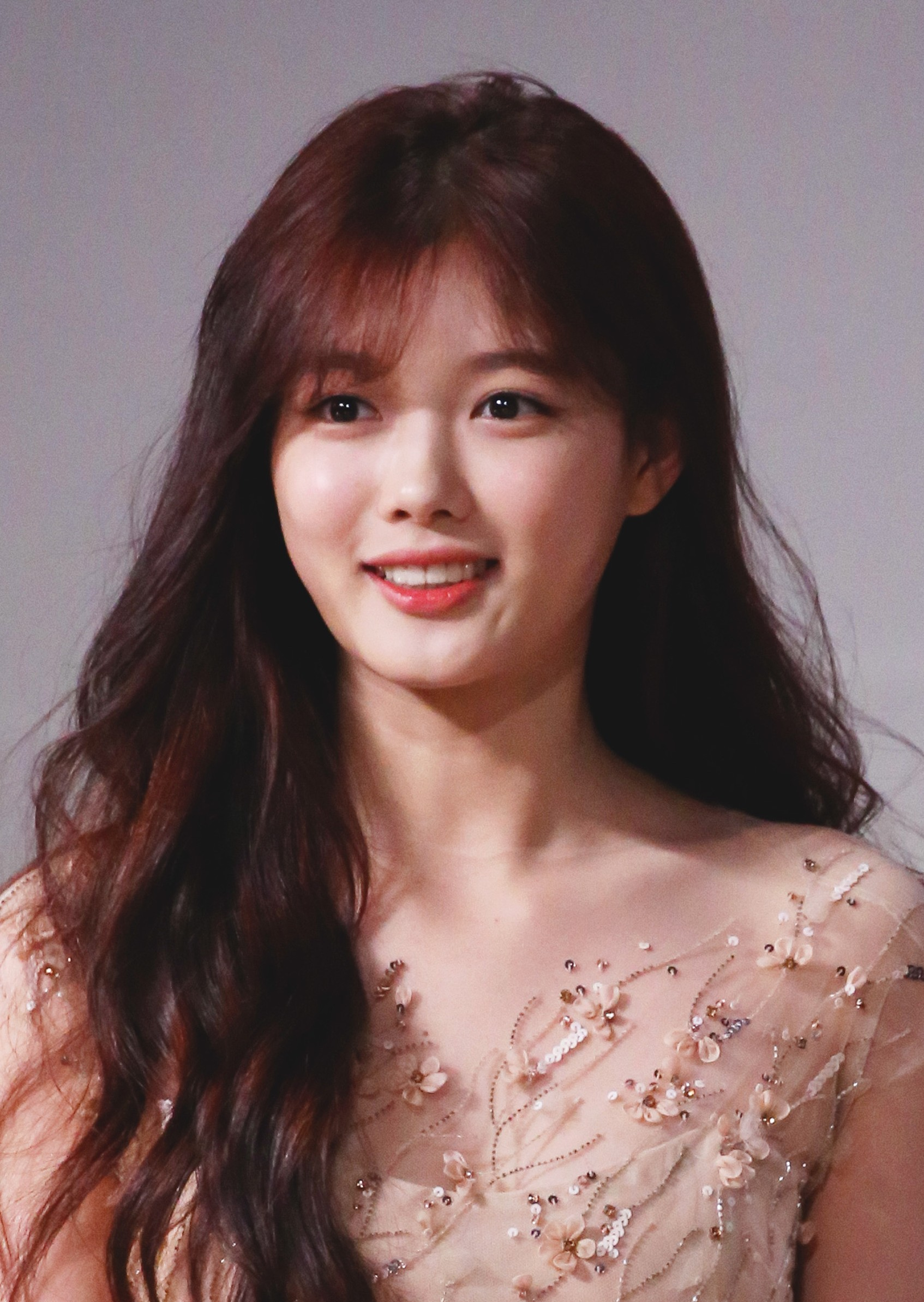
2016년 12월, 김유정.

2017년, 김유정은 로맨스 코미디 영화 《사랑하기 때문에》에서 차태현, 서현진과 공동으로 주연을 맡아 활약하였다. 이 영화는 사랑에 서툰 사람들의 마음을 특별한 방법으로 이어주는 힐링 코미디로 김유정은 4차원의 엉뚱 소녀 스컬리 역할을 연기하였다. 지난 2015년 7월부터 10개월에 걸쳐 촬영을 마쳐, 2017년 1월 4일 개봉되었다. 영화는 전국 관객수 34만명을 동원하며 흥행 참패했다. 김유정은 2017년 2월 4일 타이완의 타이베이에서 그녀의 첫 팬미팅이자 해외 팬미팅을 개최하였다. 5월 20일에는 싱가포르에서 두 번째 팬미팅을 개최한데 이어 9월 23일 서울 상명아트센터에서 첫 번째 국내 팬미팅 'you_r_love'를 개최했다. 김유정은 2017년 9월 15일, 지난 2010년 8월부터 7년간 함께해온 소속사 싸이더스HQ와 재계약했다고 발표했다.
2018년, 성인이 된 김유정은 드라마 《구르미 그린 달빛》 종영 이후 2년여만인 2018년 하반기부터 JTBC에서 방영된 로맨스 코미디 드라마 《일단 뜨겁게 청소하라》에서 청결보다 생존이 먼저인 열정 만렙 취준생 길오솔 역할에 캐스팅 되었다. 동명의 웹툰을 원작으로 청소회사를 운영하는 남자 장선결이 더러움을 달고 사는 길오솔을 만나 벌어지는 로맨스를 그린 작품으로, 송재림, 윤균상과 연기 호흡을 맞추었다.
2020년 6월 19일부터 SBS에서 방영된 로맨틱 코미디 드라마 《편의점 샛별이》에 똘기 충만한 4차원 알바생 정샛별 역으로 출연했다. 이 작품에서 지창욱, 한선화와 연기 호흡을 맞췄다.

### 내용주
1. ↑  MBC〈기분 좋은 날〉(2011년 2월 8일 방송분.)

### 참조주
1. ↑  최보란 (2012년 1월 23일). “김유정 "명품아역? 과분..김혜수 같은 배우 꿈꿔"(인터뷰)”. 스타뉴스. 2017년 9월 29일에 확인함.
2. ↑  홍의석 (2015년 2월 22일). “김유정, 미래가 더 기대되는 명품 아역…"사랑스러워"”. TV리포트. 2017년 9월 29일에 확인함.
3. ↑  문완식 (2017년 10월 10일). “박보검, 올해를 빛낸 탤런트 1위..김유정 10대 첫 톱10”. 스타뉴스. 2017년 9월 7일에 확인함.
4. 1 2  오예린 (2014년 12월 9일). “‘컬투쇼’ 김유정母 목선미 씨 출연 “심심해서 유정이 돌사진 올렸는데 CF 섭외됐다””. 비즈엔터. 2017년 9월 29일에 확인함.
5. ↑  문성훈 (2016년 12월 23일). “김유정 친언니 김연정 미모 재조명…‘우월한 유전자’”. 중앙일보 . 2017년 9월 7일에 원본 문서에서 보존된 문서. 2017년 9월 7일에 확인함.
6. ↑  추영준 (2017년 7월 6일). “배우 김유정 친언니 연정, 웹드라마로 연기 데뷔”. 세계일보. 2017년 9월 29일에 확인함.
7. ↑  온라인뉴스팀 (2015년 2월 11일). “김유정 “벌써 고등학생?”, 오늘 중학교 졸업해…”. 헤럴드경제. 2017년 9월 29일에 확인함.
8. ↑  백솔미 (2016년 11월 3일). “[인터뷰] 구르미 김유정 “치맥이 어떤 맛인지 궁금해요””. 스포츠동아. 2017년 9월 7일에 확인함.
9. ↑  권지혜 (2017년 6월 27일). “"고등학교 다시 가야 하나♥" 고양예고 홍보책자에 등장한 김유정”. 위키트리. 2017년 9월 29일에 확인함.
10. ↑  김해인 (2018년 2월 8일). “김유정, 빛나는 졸업장보다 더 빛나는 미모”. 텐아시아. 2018년 2월 8일에 확인함.
11. ↑  유지혜 (2017년 11월 9일). “[전문] 김유정 “수능·수시 응시 NO...활동 위해 대학은 나중에””. OSEN. 2017년 12월 16일에 확인함.
12. ↑  뉴스팀 (2017년 11월 8일). “김유정 "수능 안 보고 연기에 전념하겠다"”. 세계일보. 2017년 12월 16일에 확인함.
13. ↑  심재희 (2016년 12월 16일). “김유정, 데뷔 14년차 '10대 베테랑'”. 더팩트.
14. ↑  온라인뉴스팀 (2014년 12월 9일). “‘컬투쇼’ 김유정 “5세 때 연기, 연기 배워본 적 없다””. 헤럴드경제. 2017년 9월 29일에 확인함.
15. ↑  이슈팀 (2015년 10월 12일). “김유정, 어린 시절…말 그대로 '미친 미모!'”. 데일리한국. 2017년 9월 30일에 확인함.
16. ↑  임정윤 (2015년 12월 5일). “김유정, ‘5세 꼬마모델’서 ‘믿고 보는 배우’로 성장하기까지”. 뉴스엔. 2017년 9월 30일에 확인함.
17. ↑  석혜란 (2016년 10월 3일). “[★타임머신] 이 아이는 커서 '구르미 그린 달빛' 여주인공이 됩니다”. 스포츠서울. 2017년 9월 29일에 확인함.
18. ↑  안효은 (2008년 12월 31일). “김유정-여진구, 아역상 수상…"삼촌 이모 스탭분에 감사"(SBS 연기대상)”. 마이데일리. 2017년 9월 29일에 확인함.
19. ↑  김민정 (2008년 5월 27일). “아역배우 김유정, ‘추격자’ 식구들과 한솥밥”. OSEN. 2017년 9월 7일에 확인함.
20. ↑  김현록, 최보란 (2010년 12월 30일). “김유정·이형석, MBC연기대상 아역상”. 스타뉴스. 2017년 9월 29일에 확인함.
21. ↑  금아라 (2011년 2월 4일). “토끼소녀 김유정 "'명품아역' 호칭 너무 좋아요"(설 인터뷰①)”. 마이데일리. 2017년 9월 29일에 확인함.
22. ↑  박민경 (2010년 12월 31일). “[KBS연기대상]‘구미호’ 김유정-서신애, 청소년연기상 ‘폭풍눈물’”. 서울신문NTN. 2017년 9월 29일에 확인함.
23. ↑  홍동희 (2010년 8월 26일). “‘구미호’ 김유정, 싸이더스HQ와 전속 계약”. 헤럴드경제 . 2017년 9월 7일에 확인함.
24. ↑  윤고은 (2011년 5월 17일). “투니버스, 키즈버라이어티 '막이래쇼' 방송”. 연합뉴스. 2017년 9월 29일에 확인함.
25. ↑  배선영 (2012년 3월 10일). “'해품달' 김유정, 알고보니 MC…최종회서 '눈물 뚝뚝'”. 마이데일리. 2017년 9월 29일에 확인함.
26. ↑  이지영 (2012년 1월 11일). “'해품달'측 "절절한 아역 연기에 성인 연기자들 바짝 긴장"”. OSEN. 2017년 9월 29일에 확인함.
27. ↑  박미애 (2012년 1월 19일). “`해품달` 아역 김유정 "허연우랑 이별, 슬퍼요"(인터뷰)”. 이데일리 스타in. 2017년 9월 30일에 확인함.
28. ↑  이미나 (2012년 1월 17일). “<해품달> 김유정 "로맨스? 진구 오빠보다 쉬웠어요"”. 오마이뉴스. 2017년 9월 29일에 확인함.
29. ↑  최보란 (2012년 8월 22일). “'메이퀸' 김유정, 사투리 선생님까지 두고 '맹연습'”. 스타뉴스. 2017년 9월 29일에 확인함.
30. ↑  김미화 (2012년 9월 10일). “'메이퀸', 8회만에 아역 퇴장..'명품아역'의 힘”. 스타뉴스. 2017년 9월 29일에 확인함.
31. ↑  김표향 (2012년 4월 2일). “'해품달' 어린 연우 김유정, 패션쇼 런웨이 오른다”. 스포츠조선. 2017년 9월 30일에 확인함.
32. ↑  디지털뉴스부 (2013년 9월 23일). “동창생 11월 개봉, 탑 김유정 연기호흡 `기대감 폭발`”. 디지털타임스. 2017년 9월 29일에 확인함.
33. ↑  박주연 (2013년 12월 2일). “‘황금무지개’ 김유정, 성인배우 긴장시키는 연기 내공”. 리뷰스타. 2017년 9월 29일에 확인함.
34. ↑  김문정 (2015년 2월 11일). “김유정, 성숙한 연기 보인 '우아한 거짓말' 눈길”. 더팩트. 2017년 9월 29일에 확인함.
35. ↑  온라인팀 (2014년 2월 25일). “'우아한 거짓말' 김유정 "화연이의 외로움을 생각하면 눈물"”. 뉴스1. 2017년 9월 29일에 확인함.
36. ↑  정은나리 (2013년 8월 22일). “김유정, 영화 '우아한 거짓말'서 생애 첫 악역”. 세계일보 . 2017년 9월 29일에 확인함.
37. ↑  최규한 (2014년 12월 17일). “활짝 웃는 모습이 사랑스러운 김유정 [청룡영화상 시상식]”. OSEN. 2017년 9월 29일에 확인함.
38. ↑  김유진 (2014년 3월 10일). “'곡비' 김유정, 명품 기생 연기로 시청자 사로잡았다”. 엑스포츠뉴스. 2017년 9월 29일에 확인함.
39. ↑  “Room 731 - The Film”. 《Room 731》. 2014년 3월 7일에 원본 문서에서 보존된 문서. 2014년 3월 7일에 확인함.
40. ↑  전재형 (2014년 7월 28일). “김유정 드라마 ‘비밀의 문’캐스팅 완료…한석규·이제훈과 출연”. 국민일보. 2017년 9월 29일에 확인함.
41. ↑  오민희 (2014년 11월 3일). “‘비밀의문’ 역시 김유정! 마지막까지 빛난 눈물연기”. OSEN. 2017년 9월 7일에 확인함.
42. ↑  김소연 (2014년 11월 6일). “김유정 '인기가요' 새 MC 확정, 남자 MC 교체 無”. 스타뉴스. 2017년 9월 29일에 확인함.
43. ↑  김채현 (2016년 4월 3일). ““저를 잊지 마세요” 인기가요 하차, 김유정 손편지+간식 3종 세트”. 서울신문 En. 2017년 9월 29일에 확인함.
44. ↑  박진영 (2016년 4월 3일). “김유정, 1년 반만에 '인기가요' MC 하차 "배우 열심히 하겠다"”. OSEN. 2017년 9월 29일에 확인함.
45. ↑  김은주 (2014년 12월 16일). “[단독] 김유정, MBC ‘앵그리 맘’ 캐스팅…대세 아역 배우 입증”. 헤럴드POP. 2017년 9월 29일에 확인함.
46. ↑  이민지 (2015년 5월 8일). “‘앵그리맘’ 김유정 종영소감 “등교하는 기분으로 촬영장 다녀, 더 애착””. 뉴스엔. 2017년 9월 29일에 확인함.
47. ↑  박윤진 (2015년 10월 2일). “'연애세포' 김유정 "큐피드 역할 NO, 연애하고 싶다" 종영소감”. 마이데일리. 2017년 9월 29일에 확인함.
48. ↑  용원중 (2015년 10월 16일). “김유정, 10대 아역스타의 '비밀'과 진실 [인터뷰]”. 스포츠Q. 2017년 9월 29일에 확인함.
49. ↑  김풀잎 (2016년 3월 15일). “'SIA' 김유정, "내가 10대의 아이콘? 얼떨떨하다"(인터뷰)”. TV리포트. 2017년 9월 7일에 확인함.
50. ↑  고예린 (2016년 9월 19일). “김유정, 경계의 얼굴”. 아이즈 ize. 2017년 9월 29일에 확인함.
51. ↑  전아람 (2016년 10월 4일). “['구르미'①] 바야흐로, '박보검♥김유정' 시대를 허하노라”. 엑스포츠뉴스. 2017년 9월 7일에 확인함.
52. ↑  윤고은 (2016년 10월 5일). “김성윤 PD "김유정 10대라 고민했지만 기대 이상"-②(종합)”. 연합뉴스. 2017년 9월 7일에 확인함.
53. ↑  김명신 (2016년 10월 16일). “18세 김유정의 '남다른' 필모그래피”. 데일리안. 2017년 9월 7일에 확인함.
54. ↑  윤성열 (2017년 1월 1일). “[KBS 연기대상]송일국 김유정· 男女 중편 부문 우수상”. 스타뉴스. 2017년 9월 7일에 확인함.
55. ↑  김예지 (2017년 1월 1일). “[KBS 연기대상] '영온커플' 베스트 커플상, 김유정 불참으로 박보검 홀로 수상”. 국민일보. 2017년 9월 7일에 확인함.
56. ↑  김소연 (2015년 7월 21일). “차태현부터 김유정까지..'사랑하기 때문에' 12인 황금 캐스팅 공개”. 스타뉴스. 2017년 9월 29일에 확인함.
57. ↑  김수정 (2016년 12월 19일). “'사랑하기' 차태현x서현진x김유정표 연애세포 부활 힐링극[종합]”. TV리포트. 2017년 9월 29일에 확인함.
58. ↑  디지털뉴스부 (2017년 2월 5일). “[영화 들여다보기] '사랑하기 때문에', 하나의 장르가 돼버린 '차태현'을 넘지 못한 탓일까”. 국제신문. 2017년 2월 6일에 확인함.
59. ↑  박설이 (2017년 2월 5일). “[리폿@스타] 건강 회복한 김유정, 웃음 가득 생애 첫 팬미팅”. TV리포트. 2017년 9월 7일에 확인함.
60. ↑  정안지 (2017년 5월 22일). “김유정, 싱가포르 첫 팬미팅 성료…"큰 힘 주셔서 감사"”. 스포츠조선닷컴. 2017년 9월 7일에 확인함.
61. ↑  신나라 (2017년 9월 24일). “'첫 팬미팅' 김유정 "지금도 행복, 사랑하고 감사해" 소감”. TV리포트. 2017년 9월 24일에 확인함.
62. ↑  조윤선 (2017년 9월 25일). “"혼란스러운 시기에 큰 힘"…김유정, 첫 팬미팅서 '눈물'”. 스포츠조선. 2017년 9월 29일에 확인함.
63. ↑  황소영 (2017년 9월 15일). “[단독] 김유정, 싸이더스HQ와 의리의 재계약…20대도 함께”. 일간스포츠. 2017년 9월 15일에 원본 문서에서 보존된 문서. 2017년 9월 29일에 확인함.
64. ↑  장아름 (2018년 1월 23일). “[공식] 김유정, '일단 뜨겁게' 확정…첫 성인연기로 2년만에 복귀”. 뉴스1. 2018년 1월 23일에 확인함.
65. ↑  강서정 (2018년 6월 8일). “‘일뜨청’ 김유정X윤균상X송재림, ‘만찢’ 비주얼 라인업 완성[종합]”. OSEN. 2018년 6월 8일에 확인함.